# Окотепек (муниципалитет Чьяпаса)
Окотепек (исп. Ocotepec) — муниципалитет в Мексике, штат Чьяпас, с административным центром в одноимённом посёлке. Численность населения, по данным переписи 2020 года, составила 14 088 человек.

## Общие сведения
Название Ocotepec с языка науатль можно перевести как сосновая гора.
Площадь муниципалитета равна 61,1 км², что составляет 0,1 % от площади штата, а наиболее высоко расположенное поселение Хуан-Сабинес, находится на высоте 1660 метров.
Он граничит с другими муниципалитетами Чьяпаса: на севере с Чапультенанго, на востоке с Тапалапой, на юге с Коапильей, на юго-западе с Копайналой, и на северо-западе с Франсиско-Леоном.

## Учреждение и состав
Муниципалитет был образован в 1915 году, по данным 2020 года в его состав входит 40 населённых пунктов, самые крупные из которых:
| Код INEGI                  | Населённый пункт                                                                  | Численность населения (2005 год) | Численность населения (2010 год) | Численность населения (2020 год) |
| -------------------------- | --------------------------------------------------------------------------------- | -------------------------------- | -------------------------------- | -------------------------------- |
| 060                        | Всего                                                                             | 10543                            | 11878                            | 14088                            |
| 0001                       | Окотепек (исп. Ocotepec) 17°13′30″ с. ш. 93°09′52″ з. д. (административный центр) | 3812                             | 4663                             | 5330                             |
| 0005                       | Сан-Пабло-Уакано (исп. San Pablo Huacano) 17°11′48″ с. ш. 93°12′27″ з. д.         | 1278                             | 1427                             | 1640                             |
| 0010                       | Сан-Франсиско-Окоталь (исп. San Francisco Ocotal) 17°12′54″ с. ш. 93°09′00″ з. д. | 552                              | 601                              | 686                              |
| 0009                       | Сан-Андрес-Каррисаль (исп. San Andrés Carrizal) 17°12′57″ с. ш. 93°08′34″ з. д.   | 505                              | 537                              | 603                              |
| 0017                       | Сан-Исидро (исп. San Isidro) 17°13′33″ с. ш. 93°09′02″ з. д.                      | 369                              | 414                              | 505                              |
| 0008                       | Сан-Антонио-Пойоно (исп. San Antonio Poyono) 17°12′58″ с. ш. 93°12′06″ з. д.      | 598                              | 523                              | 487                              |
| —                          | Прочие                                                                            | 3429                             | 3713                             | 4837                             |
| Названия на карте Генштаба |                                                                                   |                                  |                                  |                                  |

## Экономическая деятельность
По статистическим данным 2000 года, работоспособное население занято по секторам экономики в следующих пропорциях:
- сельское хозяйство, скотоводство и рыбная ловля — 81,9 %;
- промышленность и строительство — 6,1 %;
- торговля, сферы услуг и туризма — 10,9 %;
- безработные — 1,1 %.

## Инфраструктура
По статистическим данным 2020 года, инфраструктура развита следующим образом:
- электрификация: 99 %;
- водоснабжение: 34,3 %;
- водоотведение: 88,6 %.

## Туризм
Основные достопримечательностями:
- Церковь Сан-Маркос, построенная в колониальный период;
- Пейзажи природных заповедников.